# Convocazioni al campionato europeo femminile under 21 di pallavolo 2022
Elenco delle giocatrici convocate per la fase finale del campionato europeo under 21 2022.

## Austria
| N° | Nome                   | Ruolo | Data di nascita   | Squadra             |
| -- | ---------------------- | ----- | ----------------- | ------------------- |
| -  | Roland Schwab          | All   | 13 dicembre 1983  | -                   |
| 1  | Nicole Holzinger       | P     | 23 agosto 2005    | Klagenfurt          |
| 2  | Anna Katharina Trauner | P     | 9 maggio 2002     | ASKÖ Linz-Steg      |
| 3  | Eva Schuller           | P     | 15 ottobre 2005   | Graz                |
| 4  | Erna Garibovic         | L     | 29 ottobre 2004   | PSV Salzburg        |
| 5  | Valentina Mogg         | S     | 4 marzo 2005      | Hartberg            |
| 7  | Lorena Brandhofer      | C     | 12 settembre 2004 | ASKÖ Purgstall      |
| 8  | Fabienne Mehlem        | O     | 6 luglio 2003     | ASKÖ Linz-Steg      |
| 10 | Julia Trunner          | O     | 5 agosto 2005     | NÖ Sokol/Post       |
| 11 | Lina Hinteregger       | S     | 18 dicembre 2004  | Schaffhausen        |
| 12 | Bojana Ubiparip        | C     | 24 luglio 2002    | ASKÖ Linz-Steg      |
| 13 | Verena Janka           | C     | 15 giugno 2002    | Ti-Volley Innsbruck |
| 14 | Larisa Mićić           | C     | 17 gennaio 2005   | NÖ Sokol/Post       |
| 16 | Elisa Caria            | S     | 2 novembre 2003   | Ti-Volley Innsbruck |
| 18 | Selina Bauernfeind     | S     | 5 ottobre 2003    | Prinz Brunnenbau    |

## Danimarca
| N° | Nome               | Ruolo | Data di nascita  | Squadra       |
| -- | ------------------ | ----- | ---------------- | ------------- |
| -  | Mats Björkman      | All   | 12 luglio 1963   | -             |
| 3  | Lorenza Rosenkilde | C     | 7 luglio 2003    | Lyngby Volley |
| 4  | Mette Olsen        | P     | 4 maggio 2002    | Lyngby Volley |
| 5  | Tajma Muharemovic  | P     | 28 maggio 2002   | Brøndby       |
| 7  | Frida Brinck       | O     | 23 agosto 2003   | Holte         |
| 8  | Caroline Krogh     | P     | 1º aprile 2004   | ASV Aarhus    |
| 9  | Sille Hansen       | S     | 9 luglio 2002    | Brøndby       |
| 10 | Frederikke Krogh   | S     | 7 aprile 2002    | ASV Aarhus    |
| 12 | Emma Dalsgaard     | C     | 30 dicembre 2002 | Køge          |
| 13 | Lea Føns           | L     | 26 novembre 2003 | Ikast         |
| 18 | Ida Lau            | S     | 3 febbraio 2004  | Ikast         |
| 19 | Katrine Schrøder   | C     | 14 gennaio 2002  | Holte         |
| 20 | Ioana Poenaru      | S     | 16 gennaio 2003  | Kolding       |

## Israele
| N° | Nome                | Ruolo | Data di nascita   | Squadra                                 |
| -- | ------------------- | ----- | ----------------- | --------------------------------------- |
| -  | Logan Tom           | All   | 25 maggio 1981    | -                                       |
| 2  | Nitzan Aines        | L     | 30 ottobre 2002   | Maccabi Haifa                           |
| 5  | Noa Kabakov         | L     | 16 marzo 2003     | Maccabi Ra'anana                        |
| 6  | Tali Hakas          | S     | 1 novembre 2002   | Hapoël Kfar Saba                        |
| 7  | Valeriia Gamanovich | O     | 1 giugno 2003     | Maccabi Ra'anana                        |
| 9  | Shirel Ganah        | S     | 24 settembre 2002 | Maccabi Haifa                           |
| 13 | Ester Pushkarov     | C     | 13 marzo 2002     | Maccabi Ra'anana                        |
| 14 | Amit Kimel          | C     | 3 febbraio 2002   | Hapoël Kfar Saba                        |
| 15 | Yasmin Astangelov   | C     | 3 gennaio 2002    | KK Tel Aviv                             |
| 16 | Mika Rome           | P     | 24 settembre 2002 | Maccabi Ra'anana                        |
| 20 | Jennifer Kopolovich | P     | 19 febbraio 2004  | Template:Volley femminile Academy Girls |
| 21 | Lior Segev Virag    | S     | 19 dicembre 2003  | Maccabi Tel Aviv                        |
| 23 | Naya Danenberg      | S     | 1 luglio 2003     | KK Tel Aviv                             |

## Italia
| N° | Nome                 | Ruolo | Data di nascita   | Squadra               |
| -- | -------------------- | ----- | ----------------- | --------------------- |
| -  | Luca Pieragnoli      | All   | 15 settembre 1962 | -                     |
| 25 | Loveth Omoruyi       | S     | 25 agosto 2002    | Imoco                 |
| 26 | Martina Armini       | L     | 19 settembre 2002 | Chieri '76            |
| 27 | Emma Cagnin          | S     | 26 giugno 2002    | Bergamo 1991          |
| 28 | Bintu Diop           | O     | 2 marzo 2002      | Wealth Planet Perugia |
| 29 | Giorgia Frosini      | O     | 29 novembre 2002  | Imoco                 |
| 31 | Emma Graziani        | C     | 16 agosto 2002    | San Casciano          |
| 32 | Valentina Bartolucci | P     | 20 maggio 2003    | Montecchio Maggiore   |
| 33 | Giulia Marconato     | C     | 26 aprile 2003    | Club Italia           |
| 34 | Sofia Monza          | P     | 11 maggio 2002    | UYBA                  |
| 35 | Alice Nardo          | S     | 15 dicembre 2002  | Alba                  |
| 36 | Linda Nwakalor       | C     | 17 settembre 2002 | Wealth Planet Perugia |
| 47 | Alessia Bolzonetti   | S     | 15 febbraio 2002  | Adolfo Consolini      |

## Polonia
| N° | Nome                  | Ruolo | Data di nascita   | Squadra        |
| -- | --------------------- | ----- | ----------------- | -------------- |
| -  | Bartłomiej Piekarczyk | All   | 22 aprile 1987    | -              |
| 1  | Dominika Pierzchała   | C     | 11 marzo 2003     | BKS            |
| 4  | Martyna Leoniak       | O     | 14 agosto 2003    | Hawaii         |
| 5  | Martyna Borowczak     | S     | 30 agosto 2002    | BKS            |
| 7  | Martyna Lazowska      | P     | 10 aprile 2002    | Budowlani Łódź |
| 8  | Sonia Stefanik        | S     | 8 ottobre 2002    | Legionovia     |
| 9  | Pola Janicka          | P     | 3 marzo 2004      | Kalisz         |
| 10 | Natalia Kecher        | C     | 1 febbraio 2004   | Kalisz         |
| 11 | Klaudia Łyduch        | L     | 19 febbraio 2004  | Kalisz         |
| 13 | Magda Stambrowska     | C     | 21 aprile 2004    | Legionovia     |
| 17 | Julita Piasecka       | S     | 25 settembre 2002 | ŁKS            |
| 20 | Zuzanna Kuligowska    | S     | 3 settembre 2002  | Kalisz         |
| 21 | Daria Skomorowska     | L     | 4 ottobre 2002    | Budowlani Łódź |
| 22 | Julia Orzoł           | S     | 11 ottobre 2002   | Wisconsin      |
| 23 | Karolina Drużkowska   | O     | 6 marzo 2002      | Kalisz         |

## Serbia
| N° | Nome               | Ruolo | Data di nascita   | Squadra                |
| -- | ------------------ | ----- | ----------------- | ---------------------- |
| -  | Marijana Boričić   | All   | 26 giugno 1982    | -                      |
| 1  | Andrea Tišma       | P     | 15 aprile 2003    | Volero Zurigo          |
| 2  | Nina Mandović      | P     | 29 ottobre 2004   | TENT                   |
| 3  | Minja Osmajić      | C     | 12 febbraio 2003  | Jedinstvo Stara Pazova |
| 4  | Bojana Gočanin     | L     | 25 settembre 2002 | TENT                   |
| 6  | Valerija Savićević | C     | 4 marzo 2002      | Železničar Lajkovac    |
| 8  | Dunja Grabić       | S     | 4 marzo 2003      | SREM                   |
| 9  | Tijana Vrcelj      | P     | 4 settembre 2002  | Ub                     |
| 10 | Jovana Cvetković   | S     | 25 marzo 2002     | TENT                   |
| 11 | Tara Taubner       | O     | 11 gennaio 2002   | Stella Rossa           |
| 12 | Ana Malešević      | C     | 30 marzo 2002     | TENT                   |
| 15 | Isidora Kockarević | S     | 12 gennaio 2002   | Jedinstvo Stara Pazova |
| 18 | Branka Tica        | S     | 23 agosto 2003    | Jedinstvo Stara Pazova |
| 19 | Stefana Pakić      | L     | 28 aprile 2004    | TENT                   |
| 22 | Anđelka Novosel    | O     | 7 ottobre 2002    | Ub                     |

## Turchia
| N° | Nome                 | Ruolo | Data di nascita  | Squadra     |
| -- | -------------------- | ----- | ---------------- | ----------- |
| -  | Mustafa Doğancı      | All   | 8 aprile 1979    | -           |
| 2  | Sude Hacımustafaoğlu | S     | 25 marzo 2002    | Galatasaray |
| 3  | Selin Adalı          | L     | 11 giugno 2003   | VakıfBank   |
| 4  | Derin Taşdemir       | S     | 20 luglio 2002   | Yeşilyurt   |
| 5  | Melisa Bükmen        | S     | 24 febbraio 2004 | VakıfBank   |
| 6  | Berka Özden          | C     | 16 aprile 2004   | VakıfBank   |
| 7  | Pelin Eroktay        | O     | 14 novembre 2004 | Sarıyer     |
| 8  | Çağla Salih          | P     | 5 aprile 2002    | Bolu        |
| 10 | Lila Şengün          | P     | 2 marzo 2002     | Sarıyer     |
| 13 | Seher Aksoy          | C     | 13 marzo 2003    | Fenerbahçe  |
| 15 | İpar Kurt            | S     | 10 novembre 2003 | Fenerbahçe  |
| 17 | Bengisu Aygün        | C     | 25 novembre 2004 | Beşiktaş    |
| 19 | Aybüke Güldenoğlu    | S     | 17 gennaio 2002  | Muratpaşa   |
| 21 | Gülce Güctekin       | L     | 10 ottobre 2002  | Sarıyer     |
| 44 | Karmen Aksoy         | C     | 8 luglio 2003    | VakıfBank   |

## Ucraina
| N° | Nome                   | Ruolo | Data di nascita  | Squadra   |
| -- | ---------------------- | ----- | ---------------- | --------- |
| -  | Julija Jakuševa        | All   | 4 aprile 1973    | -         |
| 1  | Polina Dzjuba          | C     | 4 ottobre 2004   | Chimik    |
| 2  | Valerija Nud'ha        | S     | 12 dicembre 2002 | Alanta    |
| 3  | Svitlana Sopočeva      | L     | 5 gennaio 2002   | Dobrodij  |
| 4  | Alika Lucenko          | O     | 11 giugno 2003   | Orbita    |
| 5  | Kateryna Hužva         | S     | 24 aprile 2002   | Orbita    |
| 6  | Kateryna Vasyl'jeva    | L     | 10 gennaio 2003  | Alanta    |
| 7  | Ksenija Ratij          | C     | 30 maggio 2004   | Polissja  |
| 8  | Anastasija Horbačenko  | P     | 31 marzo 2005    | Prometej  |
| 9  | Marta Fedyk            | S     | 5 marzo 2002     | Halyčanka |
| 10 | Valerija Jakuševa      | O     | 26 giugno 2002   | Dobrodij  |
| 11 | Anastasija Kučer       | C     | 7 giugno 2004    | Dobrodij  |
| 13 | Valentyna Vorotnyčenko | S     | 17 febbraio 2004 | Dobrodij  |
| 14 | Darja Velykokon'       | P     | 11 aprile 2002   | Alanta    |
| 18 | Darija Kaplans'ka      | O     | 6 ottobre 2003   | Prometej  |